# Anna Montinari
Anna Montinari (Firenze, 17 luglio 1935 – Firenze, 14 marzo 2022) è stata un'attrice teatrale e modella italiana.

## Biografia
Ha frequentato l'Accademia nazionale d'arte drammatica di Roma, ha iniziato la carriera giovanissima, come attrice teatrale e modella. Tra le produzioni che l'hanno vista protagonista Santa Giovanna dei Macelli di Bertold Brecht, per la regia di Giorgio Strehler (1970). È stata quindi per diversi anni nella compagnia di Peppino De Filippo, lavorando in spettacoli quali L'avaro di Molière e Ma c'è papà, dello stesso De Filippo. Ha lavorato accanto a Mariangela Melato in Anna dei miracoli, per la regia di Giancarlo Sepe. Tra le innumerevoli produzioni sono poi da segnalare Don Chisciotte di Michail Bulgakov per la regia di  Riccardo Sottili, Night club di Arrigo Benvenuti, Shoenberg Cabaret al fianco di Donella Del Monaco, Clitemnestra da Eschilo, Egeria di Don Vincenzo Arnone per il Giubileo del 2000, Soluzione finale di Giovanna Querci Favini. Più recentemente è stata protagonista di Plaza Suite di Neil Simon accanto e diretta da Marco Predieri. Nella stagione teatrale 2008/2009 è stata protagonista di una premiata edizione di Gallina vecchia di Augusto Novelli, diretta da Paolo Biribò, assistito da Matteo Cichero, accanto a Remo Masini e Marco Predieri, anche produttore dello spettacolo.
Oltre a essere attrice è anche doppiatrice e insegnante di fonologia, tecnica vocale e dizione. Negli ultimi anni ha collaborato come insegnante di recitazione presso la Scuola di Cinema Indipendente di Firenze. Ha insegnato doppiaggio presso la scuola di Roberto Ciurluini. È fondatrice, insieme all'attore Giorgio Naddi, all'epoca coniuge, del "Cabaret 65" di Firenze e collaboratrice del "Nebbia Club" di Milano. Ha lavorato in Rai come interprete radiofonica e autrice di testi di satira, di costume e di profili di donne della famiglia Medici di Firenze.
Diventata madre nel 1962 all’età di 27 anni di Stefano, ha poi un’altra figlia nel 1963, Donatella. Sarà poi nonna di tre nipoti: Tommaso, Francesca e Niccolò.

## Filmografia

### Cinema
- ...e continuavano a mettere lo diavolo ne lo inferno, regia di Bitto Albertini (1973)
- La principessa sul pisello, regia di Piero Regnoli (1973)
- Metronotte, regia di Francesco Calogero (2000)
- Cuore di Guerriero, regia di Alessandro Tansella (2014)

### Televisione
- Dov'è Anna?, quinta puntata, regia di Piero Schivazappa (1976)
- Anna dei miracoli, regia di Giancarlo Sepe (1990)